# Цветница
 Тази статия е за празника.  За селото в област Търговище вижте Цветница (село).  
Цветница е християнски празник, посветен на влизането на Иисус Христос в Йерусалим в навечерието на Страстната седмица, поради което е наричан и Вход Господен. Отбелязва се с променлива дата, в неделята седмица преди Великден.
Цветница е и важен български народен празник, както и един от най-популярните именни дни – на хората, чиито имена са свързани по някакъв начин с растителността. Наричан е също Връбница (заради важното място в редица ритуали на върбовите клонки, напомнящи за палмовите клонки, с които Христос е посрещнат в Йерусалим), Куклинден, Цветоносна неделя, Вая, а в западните църкви – Палмова неделя.

## Църковен празник

### Библейски разказ
Иисус влиза в Йерусалим, заедно с някои от най-видните си ученици, в дните около еврейския празник Пасха (по повод началото на Изхода).
Това става след като е възкресил престоялия 4 дни в гроба Лазар от Витания, брат на сестрите Марта и Мария. Вестта за това чудо вдъхновява много хора (описвани като хиляден народ) да го пресрещнат, докато пътува със свитата си.
Пътят на Иисус и апостолите към столицата на провинцията минава покрай село Витфагия, където той праща двама от апостолите да му доведат вързаната в началото на селото ослица (магарица) и малкото ѝ, а ако някой ги попита защо им са, да кажат, че това е потребно на Господ. Като научават, че е за него, собствениците им дори с радост се разделят с добичетата. Христос възсяда възрастното животно и яздейки го (в съгласие с пророчествата, засягащи този момент), той влиза тържествено в Йерусалим, което е описано в Новия завет.
Народът, виждайки в него Месията, възторжено размахва палмови клонки и хвърлял цветя пред нозете му. Всички пеят следния химн: „Осанна! Благословен Идещият в име Господне, Царят Израилев“. Под нозете му вярващите разстилат дрехите си и пръскат маслинови клонки. На това се възпротивяват фарисеите, настоявайки Христос да забрани на хората да го възхваляват по този начин, на което той отвръща: „Казвам ви, че ако тия млъкнат, то камъните ще извикат“. Шествието продължава и минава по Елеонското възвишение до Храма. Дворът му по това време е превърнат в тържище – обменят се пари, тъй като Храмът не приема дарения в масовите римски монети, и се продават нужните за жертвоприношенията в чест на Йехова гълъби. Христос разгонва сборището, по същество произнасяйки първата си проповед в града – че Вторият храм би трябвало да се зачита занапред в ролята му на Божи дом и да не се използва за ничии финансови изгоди. После на място върши ред изцеления на болни и недъгави хора.

### Църковни обреди
На този ден в църквата се отслужва молитва и се благославят върбови клонки. Те се раздават на вярващите и всеки ги отнася до дома си за здраве. Окичват с клонките портите и се сплита венче от осветената в църквата върба.
Пада се винаги на 6-тата неделя на Великия пост, но по изключение, на този ден се разрешава яденото на рибни ястия.

## Български народни обичаи
Празничната обредност се разгръща в няколко взаимно пресичащи се кръга. Първият кръг е свързан с обредно-магически действия с върбата, вторият – с култа към мъртвите и предците, а третият – с пролетните момински обичаи и игри.

### Обичаи, свързани с върбата
Сутринта в църквата се взимат осветени клонки върба. Вярва се, че предпазват от злини и дават здраве, и с тях се извършват разнообразни действия. Откроява се обичаят да се забиват върху гробовете при обичайното им за деня посещение, а в някои райони на Добруджа момите взимат именно от гробищата върба за венците, с които ще участват в кумиченето. Съществувала е и практика върбови клонки да се закачват и на кръста (в анатомически смисъл) – против болки. С тях се изкарват и животните на паша, за да са здрави и плодовити.

### Обичаи, свързани с мъртвите
На Цветница се поставя началото на нов митологичен сюжет, свързан с вярването за „разпускане“ на душите на мъртвите. В Северна България е разпространено вярването за разпускането на покойниците (по-рядко свързано с Велики четвъртък, а най-често – с Великден), които идват на споходят живите си потомци; това поражда специфичния обичай за палене на огън на гробовете, който да сгрее мъртвите и да им свети. Още преди изгрев слънце жените се отправят натам и извършват ритуални действия: прекадяване, преливане, раздаване.

### Кумичене
Кумиченето е ритуал на Цветница, който е продължение на провежданото на предишния ден лазаруване. При него лазарките провъзгласяват една от тях за кумица. Сутринта на празника лазарките отиват до близка река с предварително приготвени венци от върба, специални хлябове (наричани кукли, краваи или колаци) или в много редки случаи лодчици от папур. Венците или отрязани залци от куклите на всички момичета се пускат едновременно във водата или се подреждат върху бухалка, която се поставя във водата и, когато се притисне надолу, оставя венците или залците да бъдат понесени едновременно от течението. Момичето, чието венче или залък се окаже най-бързо, е провъзгласено за кумица на лазарките. Отиването до реката и самото кумичене се съпровожда със специални песни и танци.
Останалите лазарки я носят обратно към селото на столче и не разговарят с нея до третия ден след Великден.
На третия ден след Великден лазарките отиват на гости на кумицата. Тя им е приготвила трапеза и ги черпи с боядисани яйца и други. Кумицата символично дава прошка на лазарките, като от този миг те вече могат да разговарят. Това е завършекът на целия лазарски обред.

### Буенек
В определени райони, най-вече в Източна България, на Връбница се изпълнява, отново само от момичета, и обичаят буенек. При него се изпълняват характерни песни и танци с драматургични мотиви, при които две момичета изобразяват младоженец и булка.

## Имен ден
Имен ден празнуват всички, които носят имена, произлизащи от названия на растения или някак свързани с тях:
- Аблен(а) („аблена“ означава планински божур[6]; от името Аблена произлиза името Албена, което Йордан Йовков създава за благозвучие), Аглика, Ахинора (означава дъх на теменуга); името създава Николай Райнов за описание на свой персонаж (царица Ахинора, съпруга на хан Аспарух) в книгата си „Видения от древна България“
- Бегония, Белян(а), Билян(а), Божур(а), Босилка, Босилко
- Бор, Борян(а)
- Венета, Венелин(а), Венец, Венцислав, Вероника, Виола, Виолета, Върба, Вая, Върбан(а), Върбин(ка)
- Гергин(а), Гроздан(к)а
- Далия (съответства на Гергина), Дафина, Делян(а), Детелин(а), Диляна, Дилян, Дренка
- Ели (от „ела“), Елица, Енчо, Еньо (от „еньовче“)
- Жасмин(а)
- Здравец, Здравка, Здравко, Зюмбюл(а)
- Ива (име на върба), Иглика
- Калина (име), Калия, Камелия, Карамфил(к)а, Кала, Калин(а), Китка, Клементина,
- Лало, Лалка, Латин(ка), Лиана, Лила, Лили, Лилия, Лилян(а), Лоза(н), Лора (от лаврово дърво – има и мъжки вариант: Лаврентий, Лавр), Люляна
- Магнолия, Малин(а), Маргарит(а) – съществува и англоезична вариация (Дейзи), Минзухар(а), Мирта, Момина (от „момина сълза“)
- Нева, Невен(а), Невян(а), Незабравка
- Орхидея
- Петър(я) (от Петуния), Пламен(а)(от „пламъче“)
- Рали, Ралица, Ренета (от латински – „преродена“), Роза, Розалин(а), Розан(а), Роксана, Росиана, Росен, Росица, Росина, Росна, Ружа
- Синчец, Сиян(а), Смилян(а), Смирна, Стефан/и(я) (от гръцки – „венец“)
- Теменуга, Теменужка, Трендафил(ка)
- Фидан(ка)
- Цвета, Цветан(а), Цветанка, Цвете, Цветелин(а), Цветин(а), Цветка, Цено, Цветомир(а), Цветослав(а), Цвятко, Цветимир, Цветомила.
- Явор(а), Ягода, Ясен(а), Ясмин(а) – вариант на Жасмин(а)

## Други
На Цветница е наречена улица в квартал „Люлин“ в София (Карта).